# Cockerpoo

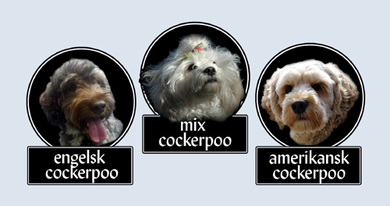
Olika varianter av cockerpoo

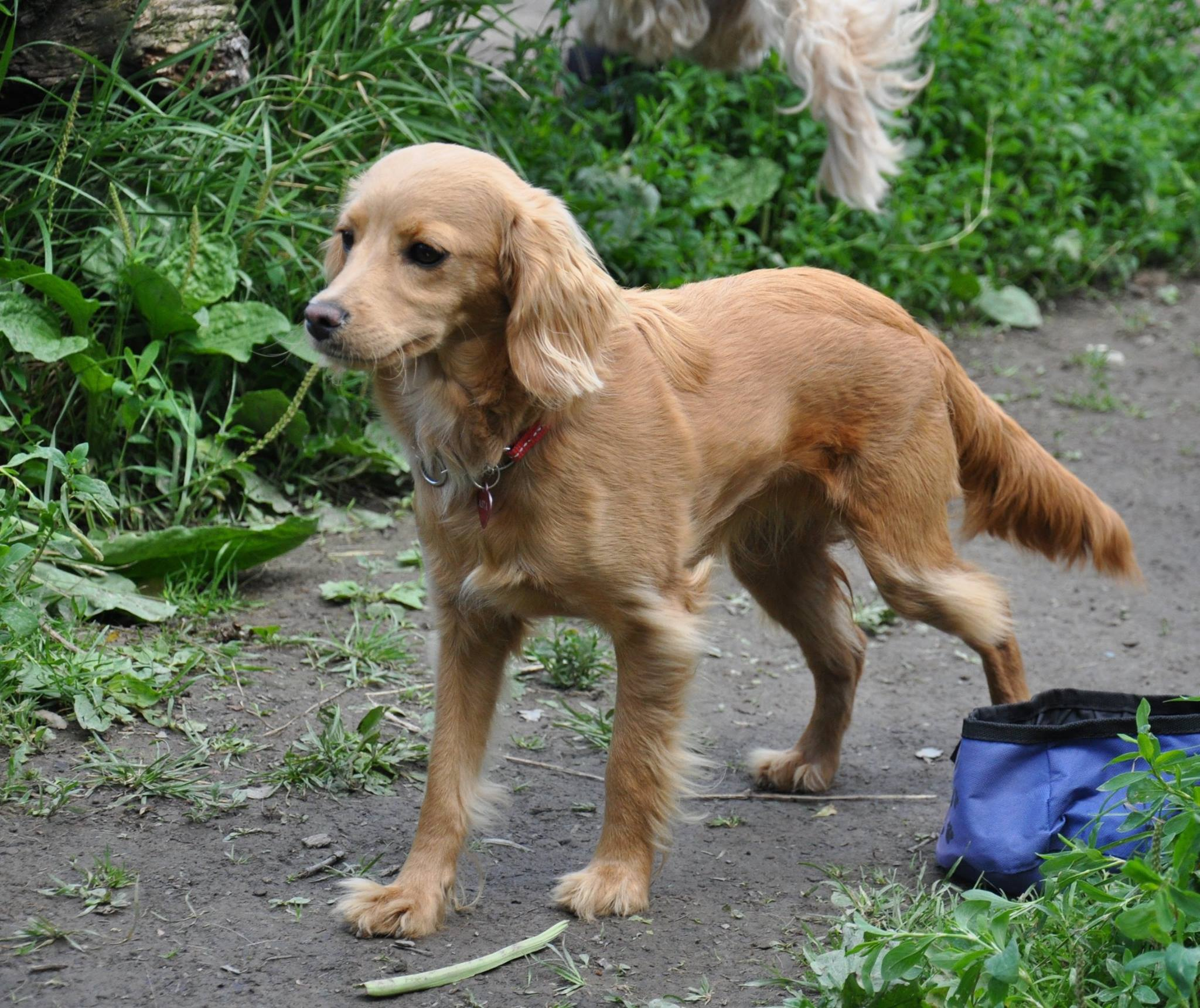
1-årig släthårig cockerpoo

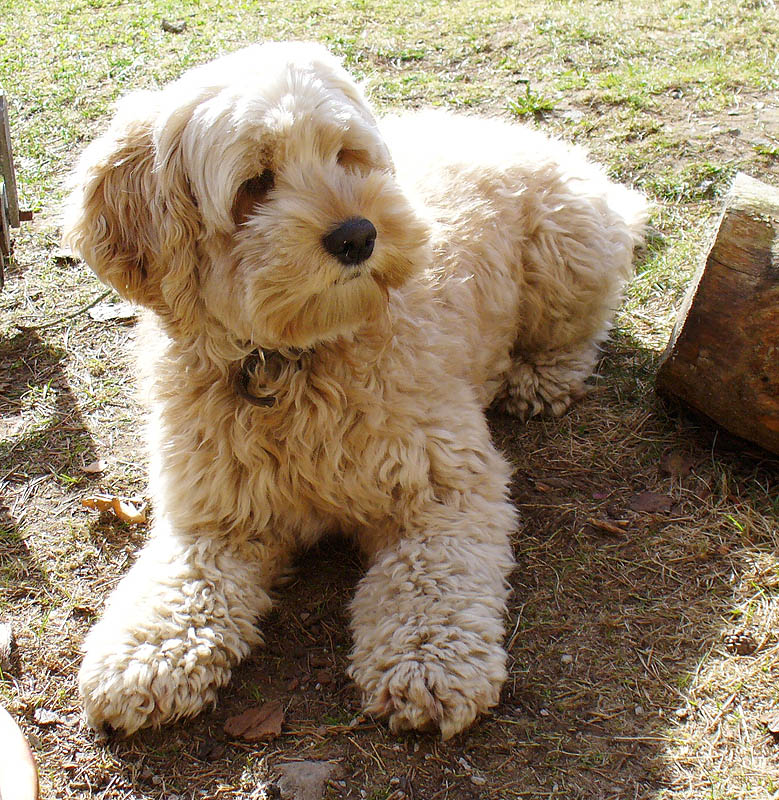
3-årig lockig amerikansk cockerpoo

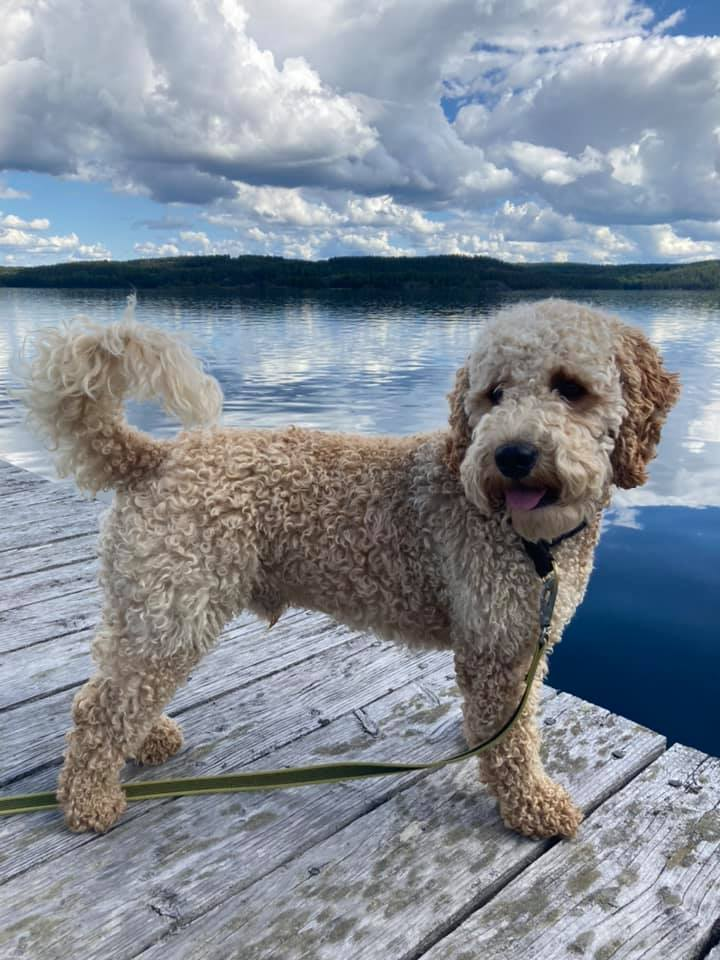
3-årig lockig engelsk cockerpoo

En cockerpoo (även kallad cockapoo eller spoodle) är en blandrashund som man får fram genom att korsa en amerikansk eller engelsk cocker spaniel med en pudel, oftast mellanpudel, dvärgpudel eller toypudel. Ett annat sätt att få fram denna korsning är att para en cockerpoo med en annan cockerpoo. Namnet är en sammansättning av engelskans cocker och poodle (pudel). 
Det finns tre sorters cockerpoo: amerikansk cockerpoo, som är en blandning av amerikansk cocker spaniel och pudel, engelsk cockerpoo, som är en blandning av engelsk cocker spaniel och pudel; och även en så kallad mix cockerpoo som är en blandning av mer än en spaniel och pudel, t.ex. amerikansk och/eller engelsk cocker spaniel och/eller cavalier king charles spaniel eller king charles spaniel.
Cockerpoo är inte mer allergivänliga än några andra hundtyper, som ibland påstås men man kan som bland alla raser tåla vissa individer bättre än andra.

## Historia
Cockapoo, som den kallas i USA, har funnits i USA sedan 1950- eller 1960-talet. Från början var det troligen en oplanerad parning mellan cocker spaniel och pudel, som vid senare tid, när antalet cockapoo ökat, började avlas avsiktligt.
År 1999 bildades Cockapoo Club of America. Deras mål är att få cockapoon erkänd som en egen ras genom selektiv avel med obesläktade hundar. För att nå detta mål uppmuntras uppfödarna att avla på friska och registrerade hundar med erkänd bakgrund. Man delar upp aveln i tre kategorier: den amerikanska cockapoon, den engelska cockapoon och den "tillfälliga cockapoon" som ska finnas i en övergångsperiod.
År 2007 bildades föreningen Cockerpoo Sverige och hade från början ett 20-tal medlemmar. I dag 2020 har föreningen vuxit till 1000 medlemsfamiljer. Föreningen för stambok och har i september 2020 ca 2500 hundar i sitt register, detta för att bland annat kunna undvika inavel och följa upp ev ärftliga sjukdomar. 
Föreningen Cockerpoo Sverige arbetar inte för att cockerpoon ska bli en egen ras, utan strävar efter en sund TYP som avlas efter hälsoundersökta individer utan anmärkning, ögonlysning, patellaundersökning och hjärtundersökning (för de hundar med cavalier i blandningen) och numera även obligatoriskt dna-test för prcd-PRA.

## Egenskaper
Cockerpoon är en lättlärd hund. Den lämpar sig väl för agility, rallylydnad och den är även duktig på att spåra. Cockerpoon är snabb, smidig och uthållig. Det är en glad och utåtriktad hund med ett milt och intelligent uttryck. Social hund som vill vara med, vilket gör att många kan ha problem med separationsångest precis som raserna de är en blandning av.[källa behövs]

## Utseende
En cockerpoo kan variera från cirka 25 till 50 centimeter i mankhöjd och vikten från 4 till 20 kilogram, beroende på vilken typ av hundar man har korsat. Cockerpoon har en päls som oftast inte fäller. Pälsen är mjuk och mer eller mindre lockig. Pälsen bör borstas regelbundet eftersom det kan bildas små tovor, och den kan behöva klippas två till tre gånger om året. Cockerpoon finns i många olika färger, såsom svart, vit, brun och beige. Den kan även vara flerfärgad.
Ungefär 20% av valparna efter två cockerpooer får en slät och ofta fällande päls. Detta gör att man brukar välja att korsa tillbaka med pudel.
Tabell över mankhöjd och vikt:
| Amerikansk cocker spaniel | 35-38 cm | 10-13 kg |
| Engelsk cocker spaniel    | 38-41 cm | 13-15 kg |
| Toypudel                  | 25-28 cm | 2,5-4 kg |
| Dvärgpudel                | 28-35 cm | 4,5-8 kg |
| Mellanpudel               | 35-45 cm | 8-20 kg  |
| Storpudel                 | 45-60 cm | 15-32 kg |